# Batalla de Calaura
La batalla de Calaura fou un fet d'armes esdevingut el 1078 entre les forces legitimistes romanes d'Orient menades pel general (i futur emperador) Aleix Comnè i l'exèrcit de Nicèfor Brienni el Vell, governador rebel de Dirràquion. Brienni, revoltat en un primer moment contra Miquel VII Ducas (r. 1071-1078), havia obtingut l'adhesió de les unitats regulars de l'exèrcit romà d'Orient als Balcans. Contumaç en la seva rebel·lió fins i tot després del derrocament de Miquel per Nicèfor III Botaniates (r. 1078-1081), Brienni amenaçava de caure sobre Constantinoble. Les negociacions no arribaren a bon port, així que Botaniates despatxà el jove general Aleix Comnè a interceptar-lo amb les minses forces que havia pogut arreplegar.
Els contrincants entaularen el combat a Calaura, a la vora del riu Halmir, en allò que avui en dia és la part europea de Turquia. Comnè, que dirigia un exèrcit considerablement més petit i integrat en gran part per soldats de la primera volada, parà una emboscada a Brienni. La maniobra no li sortí del tot bé i els rebels aviat feren recular les ales de l'exèrcit legitimista. Anà de ben poc que Comnè no fos acorralat, però reeixí a trencar l'encerclament amb el seu seguici personal i reunir els seus homes, que havien estat dispersats per tot el camp de batalla. Alhora, quan semblava que la batalla ja estava dada i beneïda, les línies de Brienni es desdibuixaren quan els seus aliats petxenegs es posaren a saquejar el seu campament. Reforçat per l'arribada de mercenaris turcs, Comnè feu caure les tropes de Brienni en una nova emboscada mitjançant una retirada fingida. L'exèrcit rebel es desintegrà i Brienni fou capturat.
Hi ha dues fonts que narren la batalla en detall: l'Alexíada, d'Anna Comnena, i els Comentaris del seu marit, Nicèfor Brienni el Jove, dels quals beu en gran part el relat de Comnena. És una de les poques batalles de l'Imperi Romà d'Orient documentades amb tots els ets i uts, cosa que en fa un punt de referència clau per a l'estudi de les tàctiques de l'exèrcit romà d'Orient a la darreria del segle xi.